# 北帰行より 渡り鳥北へ帰る
『北帰行より 渡り鳥北へ帰る』（ほっきこうより わたりどりきたへかえる）は、1962年1月3日に公開された日本の映画である。監督は齋藤武市。主演は小林旭。日活制作。

## 概要
滝伸次演じる小林旭のヒットソング「北帰行」「ギターを持った渡り鳥」などを取り入れた、函館を舞台にした渡り鳥シリーズ最終作。

## キャスト
- 滝伸次：小林旭
- 岡田由美：浅丘ルリ子
- あけみ：白木マリ(白木マリ)
- みどり：田代みどり
- ハジキの政(立野刑事)：郷鍈治
- 岡田浩一：青山恭二
- 黒川：内田良平
- シゲ：深江章喜
- ハジキの政：近藤宏
- 秋野幸江：小園蓉子
- キャバレー『ROXY』の歌手：こまどり姉妹
- 浜田：山田禅二
- 柳刑事：河上信夫(河上喜史朗)
- 秋野良太：島津雅彦
- 商工組合中央金庫函館支店の課長：雪丘恵介
- テツ：青木富夫
- キャバレー『ROXY』のダンサー：星ナオミ
- 山岸：弘松三郎
- 黒川の子分：黒田剛
- 滝伸次のギターを聴く酒場の客：島村謙二(島村謙次)
- 大衆酒場『北海』の客：光沢でんすけ(光でんすけ)
- 黒川の子分：榎木兵衛、瀬山孝司、小林亘
- 大衆酒場『北海』の客：二階堂郁夫
- キャバレー『ROXY』のバーテン：野村隆
- 沢美鶴
- 黒川の子分：倉田栄三、都晃二郎
- ：岡村佶
- キャバレー『ROXY』のダンサー：アール・エンゼル
- キャバレー『ROXY』の歌手：水上早苗
- 振付：漆沢政子
- 技斗：高瀬将敏
- 漢栄昌：二本柳寛
- 岡田治五郎：佐々木孝丸
- 佐伯：小沢栄太郎

## スタッフ
- 監督 ： 齋藤武市
- 脚本 ： 山崎巌
- 企画 ： 児井英生
- 原作 ： 原健三郎
- （文藝春秋所載「東京市街戦」より）
- 音楽 ： 小杉太一郎

## 同時上映
- 『メキシコ無宿』
- 監督 ： 蔵原惟繕
- 主演 ： 宍戸錠